# Chrysopilus nitidiventris
Chrysopilus nitidiventris är en tvåvingeart som beskrevs av Tonnoir 1927. Chrysopilus nitidiventris ingår i släktet Chrysopilus och familjen snäppflugor. Inga underarter finns listade i Catalogue of Life.